# Adléta z Hohenlohe-Langenburgu
Adléta z Hohenlohe-Langenburgu (20. července 1835 – 25. ledna 1900) byla šlesvicko-holštýnskou vévodkyní, neteří královny Viktorie, tchyní Viléma II. Pruského a předkyní Karla XVI. Švédského a Filipa VI. Španělského.

## Původ
Adléta se narodila jako druhá dcera Arnošta I. z Hohenlohe-Langenburgu a jeho manželky Feodory Leiningenské, která byla starší polorodou sestrou královny Viktorie.

## Nabídka na manželství od Napoleona III.
V roce 1852, nedlouho poté, co se Napoleon III. stal francouzským císařem, požádal Adlétiny rodiče o její ruku; předtím už byl odmítnut Karolou Švédskou. Přestože se s ní nikdy nesetkal, výhody tohoto manželství pro císaře byly zřejmé. Sňatek by přinesl Bonapartům dynastickou váženost a mohl podpořit užší spojenectví mezi Francií a Británií, protože Adléta byla neteří královny Viktorie. V té době nebyla oficiálním členem britské královské rodiny, takže riziko odmítnutí bylo malé.
Jak se ukázalo, návrh poděsil královnu Viktorii a prince Alberta, kteří nechtěli legitimitu Bonapartů uspěchat. Britský dvůr udržoval mlčení směrem k Hohenlohům během jednání o manželství.
Rodiče, kteří si vyložili britské ticho jako nesouhlas, odmítli francouzskou nabídku – k nelibosti své šestnáctileté dcery. Napoleon tedy namísto toho požádal o ruku Evženii z Montija, hraběnku z Teby.

## Manželství a potomci
Adléta se 11. září 1856 provdala za Fridricha VIII. Šlesvicko-Holštýnského. Měli spolu sedm dětí:
- 1. Fridrich Šlesvicko-Holštýnsko-Sonderbursko-Augustenburský (3. 8. 1857 Przemków – 29. 10. 1858 tamtéž)
- 2. Augusta Viktorie Šlesvicko-Holštýnská (22. 10. 1858 Lubsko – 11. 4. 1921 Doorn)
  - ⚭ 1881 Vilém II. Pruský (27. 1. 1859 Berlín – 4. 6. 1941 Doorn), německý císař a pruský král v letech 1888–1918
- 3. Karolína Matylda Šlesvicko-Holštýnsko-Sonderbursko-Augustenburská (25. 1. 1860 Augustenborg – 20. 2. 1932 Grünholz)
  - ⚭ 1885 Fridrich Ferdinand Šlesvicko-Holštýnský (12. 10. 1855 Kiel – 21. 1. 1934 Przemków), vévoda šlesvicko-holštýnský a šlesvicko-holštýnsko-sonderbursko-glücksburský
- 4. Gerhard Šlesvicko-Holštýnsko-Sonderbursko-Augustenburský (20. 1. 1862 Dłużek – 11. 4. 1862 tamtéž)
- 5. Ernest Gunther Šlesvicko-Holštýnský (11. 8. 1863 Dłużek – 21. 2. 1921 Przemków), vévoda šlesvicko-holštýnský
  - ⚭ 1898 Dorotea Sasko-Kobursko-Gothajská (30. 4. 1881 Vídeň – 21. 1. 1967 Dischingen)
- 6. Luisa Žofie Šlesvicko-Holštýnsko-Sonderbursko-Augustenburská (8. 4. 1866 Kiel – 28. 4. 1952 Bad Nauheim)
  - ⚭ 1889 princ Fridrich Leopold Pruský (14. 11. 1865 Berlín – 13. 9. 1931 Krajenka)
- 7. Feodora Adléta Šlesvicko-Holštýnsko-Sonderbursko-Augustenburská (3. 7. 1874 Przemków – 21. 6. 1910), svobodná a bezdětná

## Život
Adléta s manželem nejdříve sídlili v Dolzigu, v Lužici, ale poté, co se Fridrich stal dědicem šlesvicko-holštýnského vévodství, se v roce 1863 přestěhovali do Kielu. Do Dolzigu se vrátili o tři roky později, když bylo vévodství po Prusko-rakouské válce anektováno Pruskem. V následujících letech střídal pár města Dolzig, Gotha a rodinné panství v Primkenau. Vévoda Fridrich zemřel v roce 1880, krátce předtím, než se jejich nejstarší dcera zasnoubila s pruským následníkem. Krátce po jejich svatbě se Adléta usadila v Drážďanech, kde se zajímala především o malování a hudbu.
Adléta zemřela v Drážďanech 25. ledna 1900.
Malý ostrov v zemi Františka Josefa, Adelaidin ostrov, byl Rakousko‑uherskou expedicí k severnímu pólu pojmenován po ní.